# هارون باريت (لاعب كرة قاعدة)
هارون باريت (بالإنجليزية: Aaron Barrett)‏ هو لاعب كرة قاعدة أمريكي، ولد في 2 يناير 1988 في إيفانسفيل في الولايات المتحدة.

## وصلات خارجية
- أرون باريت على موقع دوري كرة القاعدة الرئيسي (الإنجليزية)
- أرون باريت على موقعبيزبول رفرنس.كوم (الدوري الرئيسي) (الإنجليزية)
- أرون باريت على موقعبيزبول رفرنس.كوم (الدوري الثانوي) (الإنجليزية)
- أرون باريت على موقع إي إس بي إن.كوم (أم.أل.بي) (الإنجليزية)
- أرون باريت على موقع مشجعي الرسوم البيانية (الإنجليزية)